# Valenzuela (Spanyolország)
Valenzuela egy község Spanyolországban, Córdoba tartományban. A tartományon belül csak egyetlen községgel, Baenával határos. Lakosainak száma 1041 fő (2024).

## Népesség
A település népessége az elmúlt években az alábbi módon változott:
| Lakosok száma | 1420 | 1391 | 1364 | 1313 | 1337 | 1261 | 1208 | 1131 | 1098 | 1041 |
|               | 2001 | 2004 | 2006 | 2009 | 2011 | 2014 | 2016 | 2019 | 2021 | 2024 |

## Nevezetességek
A község egyik látnivalója az egykori Jesús y María-kórház 1784-ben épült épülete, amely 2006-os felújítása és átépítése óta kulturális központként szolgál; benne oktatótermek, könyvtár és kiállítóterem is található. A Nuestra Señora de la Asunción-templom 1977-ben épült 2007-ben újították fel.